# Linia 3 metra w Atenach
Linia 3 metra w Atenach – jedna z trzech linii metra w Atenach, biegnąca z Agia Marina do międzynarodowego lotniska im. Elefteriosa Wenizelosa przez stację Sintagma. Niektóre kursy pociągów metra kończą bieg na stacji Doukisis Plakendias.
Początkowo otwarto odcinek między Etniki Amina i Sintagma, w dniu 28 stycznia 2000, wraz z linią 2. W 2012 rozpoczęto prace budowlane dotyczące ostatniego podziemnego przedłużenia linii 3 do Dimotiko Theatro przez Pireus. Planowane zakończenie budowy przewidziane jest na koniec 2021.